# В'єтнамська есперанто-асоціація
В'єтнамське есперантське об'єднання (есп. Vjetnama Esperanto-Asocio) — есперанто-організація у В’єтнамі та національний відділ Усесвітнього есперантського об'єднання.
2021 року організація має:
- президент: Нґуєн Ван Лой;
- віцепрезидент: Нґуєн Ті Пуонґ Май;

Офіційним друкованим органом об'єднання є «Зелене повідомлення з В'єтнаму» есп. Verda Mesaĝo el Vjetnamio, чотири видання якого виходять щороку.
Кількість учасників об'єднання становить 200 осіб, а штаб-квартира знаходиться за адресою 105-А Куан Тань, Ханой. Національна секція Всесвітньої есперантистської молодіжної організації у В'єтнамі називається В'єтнамською молодіжною організацією есперанто.
В'єтнамське есперантське об'єднання складається з Ханойської есперанто-асоціації, есперантського об'єднання в місті Хошимін, в'єтнамської молодіжної організації есперанто та секції Нґуєн Ван Кан.